# Лола Кретон
Лола Кретон (фр. Lola Créton; нар. 16 грудня 1993) — французька акторка.

## Біографія
Батьки — театральні актори, які займаються також дубляжем. Її дід був каталонцем.
Вперше на кастинг Лола прийшла в дев'ятирічному віці.. Акторська професія стала для неї свого роду терапією, яку психолог порекомендував для боротьби із сором'язливістю.
Свою першу роль Кретон зіграла в 2004 році у короткометражному фільмі Imago, коли їй було 10 років. У 2007 році вона дебютувала у великому кіно, виконавши невелику роль у трилері «Кімната смерті». Потім знялася в дитячому пригодницькому фільмі «Бешкетники з Тімпельбаха», що вийшов на екрани у 2008 році. Першу головну роль у своїй кар'єрі виконала у фільмі Катрін Брейї «Синя борода» у 2009 році, саме ця роль дозволила їй заявити про себе.
Режисерка Міа Хансен-Леве, що побачила гру Кретон у «Синій бороді», запропонувала їй головну роль у своєму новому фільмі — «Перше кохання», який вийшов на екрани у 2011 році. За роль в цій кінострічці Кретон була включена до списку із 16 найбільш багатообіцяючих акторок року, складеного комітетом французької Академії мистецтв і технологій кінематографа, однак номінацію на премію «Сезар» як найперспективнішій акторці не отримала.
Наступною великою роботою Кретон стала головна роль у драматичній стрічці Олів'є Ассаяса «Щось у повітрі». Фільм претендував на «Золотого лева» 69-го Венеціанського кінофестивалю в 2012 році. За цю роль Лола Кретон знову була названа однією з найбільш багатообіцяючих акторок року, проте знову не була номінована на «Сезар».

## Фільмографія
| Рік  |    | Українська назва            | Оригінальна назва           | Роль           |
| ---- | -- | --------------------------- | --------------------------- | -------------- |
| 2004 | ф  |                             | Imago                       |                |
| 2007 | ф  | Кімната смерті              | La chambre des morts        | Елеонора       |
| 2008 | ф  | Бешкетники з Тімпельбаха    | Les enfants de Timpelbach   | Мірей Штеттнер |
| 2009 | тф | Синя борода                 | Barbe bleue                 | Камілла        |
| 2011 | ф  | Квітучий ірис               | En ville                    | Ірис           |
| 2011 | ф  | Перше кохання               | Un amour de jeuness         | Камілла        |
| 2012 | ф  | Щось у повітрі              | Après mai                   | Крістіна       |
| 2012 | ф  | Холліокс пізньої ночі       | Hollyoaks Later             | Лола           |
| 2013 | ф  | Славні покидьки             | Les salauds                 | Жюстіна        |
| 2014 | ф  | Та, що зникла взимку        | Disparue en hiver           | Лаура          |
| 2015 | тф | Двоє                        | Deux                        | Маріанна       |
| 2016 | ф  | Corniche Kennedy            | Corniche Kennedy            | Лола           |
| 2016 | ф  | Les ronds-points de l'hiver | Les ronds-points de l'hiver | Еліс           |